# 阿野実廉
阿野 実廉（あの さねかど）は、鎌倉時代末期から建武の新政期にかけての公卿。右中将・阿野公廉の子。官位は従三位・非参議。後醍醐天皇の寵妃・阿野廉子（新待賢門院）の兄に当たるが、この縁によって、廉子を中心とする「隠岐閥」の要人となった。

## 経歴
元亨3年（1323年）以前から鎌倉にあり、右中将として9代将軍・守邦親王に仕える。嘉暦3年（1328年）3月従三位に叙され公卿の列に加わり、元徳元年（1329年）12月右兵衛督、同2年（1330年）7月宮内卿に進んだ。この間、引き続き鎌倉に留まって、元弘元年/元徳3年（1331年）11月光厳天皇践祚の際に解官されたらしい。
元弘3年/正慶2年（1333年）5月北条高時の討手から危うく逃れた後、鎌倉に攻め入った新田義貞の軍に加わって軍忠を遂げ、幕府滅亡後は京都に戻ったものの、12月廉子所生の成良親王に供奉して再度鎌倉へ下向する。建武元年（1334年）3月北条氏余党の本間・渋谷両氏が叛逆した際には親王を警固し、同2年（1335年）7月中先代の乱が起こると、親王を護って翌月に三河国矢作宿（愛知県岡崎市）まで落ち延び、延元元年/建武3年（1336年）正月の山崎合戦に参陣していたことなどが、同年2月の実廉申状断簡（『竹内文平氏所蔵文書』所収「昭慶門院御領目録」紙背文書）によって知られる。同年10月に49歳で出家したが、その後の消息は明らかでない。
なお、佐藤進一によれば、元弘3年8月25日付後醍醐天皇綸旨写（『蠧簡集』所収）の宛所である土佐国司「前右兵衛督殿」は実廉に比定されるという。